# Bucculatrix lenis
Bucculatrix lenis är en fjärilsart som beskrevs av Edward Meyrick 1913. Bucculatrix lenis ingår i släktet Bucculatrix och familjen kronmalar. Inga underarter finns listade i Catalogue of Life.